# Rozhurcze
Rozhurcze (lub Rozhórcze, ukr. Розгірче) – wieś na Ukrainie, w rejonie stryjskim obwodu lwowskiego. Wieś liczy 566 mieszkańców.
W II Rzeczypospolitej do 1934 samodzielna gmina jednostkowa. Następnie należała do zbiorowej wiejskiej gminy Lubieńce w powiecie stryjskim w woj. stanisławowskim. Po wojnie wieś weszła w struktury administracyjne Związku Radzieckiego.
W pobliżu były monastery bazyliańskie - męski i żeński wzmiankowane w opisie diecezji przemyskiej, sporządzonym w 1761 na rozkaz biskupa Szumlańskiego. Okazałe pozostałości komnat i schodów rytych w skale opisane są jeszcze przez wiele dawnych i współczesnych źródeł.